# Eustala venusta
Eustala venusta är en spindelart som beskrevs av Arthur M. Chickering 1955. Eustala venusta ingår i släktet Eustala och familjen hjulspindlar.
Artens utbredningsområde är Panama. Inga underarter finns listade i Catalogue of Life.